# Tabanus woollastoni
Tabanus woollastoni är en tvåvingeart som beskrevs av Ricardo 1913. Tabanus woollastoni ingår i släktet Tabanus och familjen bromsar. Inga underarter finns listade i Catalogue of Life.